# دوره (نظریه اعداد)

## تعریف دوره
یک دوره یا یک عدد دوره‌ای یک عدد مختلط است که بتوان آن را به عنوان حاصل یک انتگرال از یک تابع جبری بر روی یک ناحیه از 
{\displaystyle \mathbb {R} ^{n}}
که به وسیلهٔ نابرابری‌های چندجمله‌ای بدست آورد، که همگی ضریب‌های تابع جبری و همین‌گونه ضریب‌های چندجمله‌ای‌های نابرابری‌های تعریف‌کنندهٔ ناحیهٔ انتگرال‌گیری عضو اعداد گویا باشند.
به زبان ساده یک تابع جبری، یک تابع ساخته‌شده از چندجمله‌ای‌ها، کسرهای آنها و ریشه‌هایشان است.
مجموعهٔ عددهای دوره‌ای را با 
{\displaystyle {\mathcal {P}}}
نمایش می‌دهیم.
با توجه به تعبیر «مساحت زیر نمودار» انتگرال‌ها می‌توان عددهای دوره‌ای را به چشم حجم‌های شی‌های هندسی تعریف‌شده به کمک برابری‌ها و نابرابری‌های جبری دید.

## نمونه‌ها
- {\displaystyle \pi \in {\mathcal {P}}}

{\displaystyle \pi =\iint _{x^{2}+y^{2}\leq 1}\,dx\,dy}
- {\displaystyle \ln 2\in {\mathcal {P}}}

{\displaystyle \ln 2=\int _{1}^{2}{\frac {dx}{x}}}
- به ازای هر {\displaystyle s\in \mathbb {N} }، تابع زتای ریمان یک عدد دوره‌ای است. به یاد آورید که {\displaystyle \zeta (s)=\sum _{n=1}^{\infty }{\frac {1}{n^{s}}}}. با کمک گرفتن از بسط تیلور {\displaystyle \ln(x)=\sum _{n=1}^{\infty }{\frac {x^{n}}{n}}} و یک استقرای ریاضی می‌توان دید که؛

{\displaystyle \zeta (s)=\int \cdots \int _{0<t_{s}<\cdots <t_{2}<t_{1}<1}{\frac {dt_{1}}{t_{1}}}{\frac {dt_{s_{1}}}{t_{s-1}}}{\frac {dt_{s}}{1-t_{s}}}}

## ویژگی‌ها
- {\displaystyle {\bar {\mathbb {Q} }}\subsetneq {\mathcal {P}}\subsetneq \mathbb {C} }[۲]
- {\displaystyle {\mathcal {P}}} شماراست.[۱]

## حدس‌ها و پرسش‌های باز بنیادین
- این مطلب که {\displaystyle {\mathcal {P}}} شماراست و {\displaystyle \mathbb {C} } ناشمارا نشان می‌دهد که «بیشتر» از آنچه عدد دوره‌ای وجود دارد، عدد مختلط نادوره‌ای وجود دارد (برای نمونه «بیشتر» را می‌توان از دید مقایسهٔ عدد اصلی مجموعهٔ عددهای دوره‌ای و مجموعهٔ عددهای مختلط نادوره‌ای در نظر گرفت یا اندازهٔ لبگ این دو مجموعه در صفحهٔ مختلط و این دید که احتمال دوره‌ای بودن یک عدد مختلطِ به تصادف انتخاب‌شده چقدر است). اما تا به کنون فردی موفق نشده‌است که یک نمونه از عددهای نادوره‌ای را ارائه کند. برای اینکه بگوئیم عددی نادوره‌ای است باید ثابت کنیم که نمی‌توان آن را به شکل حاصل یک انتگرال با توصیف‌های یاد شده نوشت.[۳][۴]

معروف‌ترین کاندیدهایی که حدس می‌رود نادوره‌ای باشند عبارت اند از
{\displaystyle {\frac {1}{\pi }}}
، 
{\displaystyle e}
، 
{\displaystyle \gamma }
(ثابت اویلر).
{\displaystyle \gamma =\lim _{n\rightarrow \infty }{\big (}(\sum _{k=1}^{n}{\frac {1}{k}})-\ln(n){\big )}}
- برای فاصلهٔ میان دو عدد جبری متفاوت، کران‌های عددی بر حسب درجه و ارتفاع چندجمله‌ای‌های کمین این دو عدد وجود دارد که به کمک آن می‌توان به صورت عددی برابر نبودن دو عدد جبری که ممکن است با رابطه‌های پیچیده داده شده باشند را بررسی کرد. پیرامون عددهای دوره‌ای باید توجه کرد که یک عدد دوره‌ای را می‌توان با تعداد زیادی فرمول انتگرالی گوناگون معرفی کرد. تا به کنون الگوریتمی که بتوان به کمک آن برابر نبودن دو عدد دوره‌ای را بررسی کرد ارائه نشده است.[۶]